# Бараба (Кетовський район)
Бара́ба (рос. Бараба) — село у складі Кетовського району Курганської області, Росія. Адміністративний центр Барабинської сільської ради.
Населення — 696 осіб (2010, 724 у 2002).